# 康韋冰脊
康韋冰脊（英語：Conway Ice Ridge）是南極洲的冰脊，位於瑪麗伯德地的古爾德海岸，以美國研究隊的地球物理學家命名，現時由南極條約體系管理。